# Antoni Maria Riera Clavillé
Antoni Maria Riera Clavillé (1927-2018) va ser un arquitecte i paisatgista català.

## Trajectòria
Part de la seva trajectòria professional va estar vinculada al Servei de Parcs i Jardins de Barcelona durant la segona meitat del segle xx, convertint-se en l'arquitecte en cap del Parc Zoològic de Barcelona durant el "procés d'extensió i modernització" impulsat sota la direcció d'Antoni Jonch i Cuspinera entre els anys 50 i 80. Va col·laborar amb l'arquitecte Lluís Riudor i Carol en la realització de diverses edificacions del Parc d'atraccións de Montjuïc, com el Parasol i el Quiosc Damm, i va ser responsable del disseny del desaparegut monument a Ildefons Cerdà, inaugurat l'any 1959.